# Spanx
Spanx是美国的一家生產女性內衣為主的公司，通过遍布40个国家的1.15万家百货商店、精品店和网上商城，Spanx销售200种产品。
2000年該公司創始人莎拉·布雷克里（Sara Blakely）依靠5,000美元在亞特蘭大創業，到現在已經有超過10億美元以上的資產，並登上2012年福布斯的世界富豪排行榜，以及3月份的福布斯雜誌封面。